# Damn Small Linux

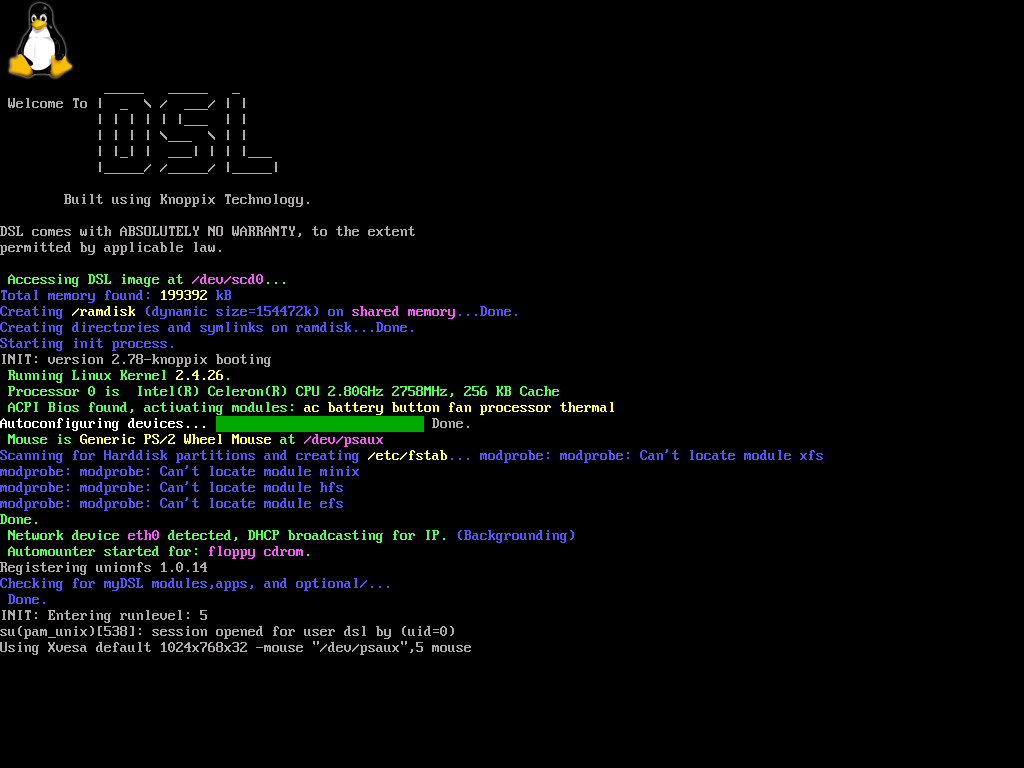
Avvio di Damn Small Linux

Damn Small Linux (conosciuto anche come DSL) era una distribuzione GNU/Linux per l'architettura x86. Nata come sistema live per CD a forma di carta di credito, può oggi essere installata ed eseguita su dischi rigidi, chiavette USB, schede CompactFlash, dispositivi ZIP o anche all'interno di Microsoft Windows o GNU/Linux come sistema emulato.
Sono possibili due tipi di installazione: l'installazione "frugale" e la vera installazione. L'installazione frugale copia l'immagine del CD di installazione in una partizione del disco rigido e l'avvio da qui sarà equivalente all'avvio da CD. La vera installazione decomprime il sistema sul CD e lo copia sul disco regolandone, poi, alcuni parametri. Con quest'ultimo modo, si può poi installare il programma di gestione dei pacchetti APT che permette di ottenere un sistema operativo più simile a Debian GNU/Linux.
Dopo anni di inattività, nel 2024 il progetto è stato ripreso.

## Storia
Damn Small Linux è stata inventata e sviluppata inizialmente da John Andrews che personalizzò un'altra distribuzione, Model K, a sua volta ricavata da una Knoppix e ridotta alle dimensioni di 22 MB. Da allora, Damn Small Linux è cresciuta fino a diventare un progetto sviluppato da più programmatori, tra i quali Robert Shingledecker, che ha sviluppato il sistema MyDSL, il DSL Control Panel, ed altro ancora.
Oggi lo sviluppo è basato direttamente su Knoppix permettendo una maggiore facilità di miglioramento e di personalizzazione.
A causa di forti contrasti tra gli sviluppatori di Damn Small Linux, Robert Shingledecker ha lasciato il progetto per dedicarsi, a partire dall'aprile 2008 a una nuova distribuzione, Tiny Core Linux.
Sempre a causa di tali contrasti interni lo sviluppo di Damn Small Linux è fermo, l'ultimo rilascio risale al 2008 e il sito internet a partire da febbraio 2009 non ha visto più alcun intervento da parte di John Andrews, il creatore di Damn Small Linux.
Il sito è divenuto non accessibile per alcuni periodi nel 2015 fino al Febbraio 2016. Dal 2016 damnsmalllinux.org è di nuovo in linea.
Il sistema è mantenuto e aggiornato da Robert Shingledecker, mentre il servizio di hosting gratuito è fornito da ibiblio, dalla belga BELNET e da altre organizzazioni, da cui è possibile scaricare Damn Small Linux. I siti sono divisi in un'area riservata ai software stabili, e in una "testing" per provare le versioni in beta. 

Il software di avvio può essere generato e salvato su chiave USB, tramite il programma gratuito UNetbootin.

## Requisiti di sistema
Damn Small Linux può essere installato o avviato solamente da PC con architettura x86. Il requisito minimo è un processore 486 con 8 Megabyte di RAM. 

Su un 486 con 16 Mb di RAM, Damn Small Linux era in grado di navigare le pagine Web con Dillo, avviare semplici videogiochi e un lettore musicale.
Un sensibile miglioramento arrivava portando la RAM a 32 mega
Sono invece necessari processori leggermente più potenti, per aprire Mozilla Firefox e i programmi di Openoffice.org.

## Descrizione
Damn Small Linux, tradotto letteralmente, significa "Linux Dannatamente Piccolo". Proprio questo è il concetto che sta alla base della distribuzione: in 50 MB (per questo può essere comodamente avviata da una semplice Chiavetta USB) include un browser, strumenti di produttività da ufficio, giochi e lettori multimediali ed il Desktop Environment Fluxbox.
Il requisito minimo di sistema è un processore Intel 80486 con 16 MB di memoria RAM: ciò gli permette una esecuzione rapida in vecchi computer x86. Viene spesso usata in ambito Trashware.
La versione corrente (4.4.6, del 28 settembre 2008) contiene fra l'altro:
- Web browsers:
  - Mozilla Firefox
  - Dillo web browser, adattato per la navigazione a schede (tabbed-browsing), SSL e supporto frame
  - Netrik
- Sylpheed client di posta elettronica
- HTTP Server (Monkey web server)
- AxY GTK+ Client FTP
- FTP Server
- SSH/SCP server e client, DHCP client, PPP, PPPoE (ADSL), calcolatore, supporto per stampante generica e Ghostscript, UnionFS, Videogiochi, applicazioni per monitorare il sistema, un host per strumenti a riga di comando, supporto per USB, wireless LAN e PC card; NFS, supporto FUSE, SSHFS.
- Applicazioni per ufficio:
  - Siag foglio di calcolo
  - Ted elaboratore testi
  - Spellcheck (US English)
- Editor di testo:
  - Beaver
  - Vim
  - Nano
- Graphics editing and viewing: (Xpaint and xzgv)
- Xpdf
- XMMS, audio player
- emelFM2 (file manager)
- naim (AIM, ICQ, IRC)
- Virtual Network Computing (VNC) viewer
- Rdesktop

DSL contiene script per il download e l'installazione del sistema APT di Debian e del sistema Synaptic, un front-end grafico GUI per APT.

### Versioni
- 4.4 : 7 giugno 2008
- 3.4 : 3 luglio 2007
- 3.1 : 29 novembre 2006
  - UnionFS di default, nuova opzione di boot "dosswapfile" per usare il file di scambio (knoppix.swp) su partizione FAT, supporto per il boot loader GAG.
- 3.0 : 19 giugno 2006
  - Supporto delle tecnologie UnionFS, FUSE e del risparmio energetico ACPI.
- 2.4: 16 maggio 2006
- 2.3: 29 marzo 2006
  - Ripristino automatico durante il boot delle eventuali estensioni myDSL;
- 2.2: 6 febbraio 2006
- 2.1: 9 gennaio 2006
- 2.0: novembre 2005
  - Autoriconoscimento dei (win)modem Lucent Technologies;
  - Aggiunto il supporto SATA.
- 1.5: settembre 2005
- 1.4: agosto 2005
  - Aggiunte modalità minimali all'avvio.
- 1.3.1
- 1.3: luglio 2005
- 1.2.1: giugno 2005
- 1.2
- 1.1: maggio 2005
  - Aggiunte opzioni di sicurezza con password e crittatura.
- 1.0.1: aprile 2005
- 1.0
  - Supporto delle cartelle persistenti.
- 0.9.3
  - Supporto USB 2.0.
- 0.9.2
- 0.9.1
  - Aggiunta della versione SysLinux per vecchi hardware.
- 0.9.0
- 0.8.4
- 0.8.3
  - Ripristino automatico durante il boot degli eventuali file di backup.
- 0.8.2
- 0.8.1.1
- 0.8.1
  - Possibilità di costruire una versione USB del sistema operativo dai menu.
- 0.8.0
- 0.7.3
- 0.7.2: luglio 2004
  - Aggiunta del programma myDSLgui che permette di caricare agevolmente le estensioni.
- 0.7.1: giugno 2004
  - Capacità di caricare estensioni myDSL "al volo";
  - possibilità di aggiungere estensioni myDSL compresse.
- 0.6.3: maggio 2004
  - Aggiunta del sistema myDSL che consente di estendere facilmente le potenzialità del sistema.
- 0.6.2: marzo 2004
- 0.6.1: marzo 2004
  - Aggiunto lo script "frugal install".
- 0.6.0: febbraio 2004
  - Aggiornamento kernel e moduli alla pari di Knoppix Linux 3.3.
- 0.5.3.1: febbraio 2004
- 0.5.2: gennaio 2004
  - Aggiunti programmi per masterizzazione di cd e per l'utilizzo in rete.
- 0.5.1: dicembre 2003
  - Lettura delle partizioni NTFS;
  - migliorato l'uso in multiutenza.
- 0.5.0: novembre 2003
  - Aggiunto il sistema "knoppix restore" per il ripristino delle configurazioni e, conseguentemente, aggiunta delle voci Save/Restore al menu.
- 0.4.10: ottobre 2003
- 0.4.9: ottobre 2003
  - Aggiunto il supporto dei mouse con rotellina;
  - inserimento dello script 'dpkg-restore';
  - inseriti i programmi nfs-common e protmap che permettono l'utilizzo come thin-client.
- 0.4.8: settembre 2003
  - Aggiunta del sistema 'knoppix toram' per il caricamento del sistema operativo completamente in RAM, lasciando libero il supporto di avvio;
  - possibilità di cambiare localizzazione;
  - aggiunta del pacchetto 'wireless-tools' da Debian GNU/Linux.
- 0.4.7: settembre 2003
- 0.4.6
- 0.4.5: agosto 2003
  - Supporto per le stampanti generiche;
  - nuovo utente 'damnsmall'come utente standard al posto di root.
- 0.4.4: agosto 2003
- 0.4.3: agosto 2003
  - Aggiunto il programma XtDesktop per la gestione delle icone (non presenti prima).
- 0.4.2: luglio 2003
  - Ottimizzazione dei binari con GNU strip.
- 0.4.1
- 0.3.11: giugno 2003
  - Aggiunto il supporto per le schede PCMCIA;
  - capacità di installare Mozilla Firebird (ora Firefox) automaticamente da internet.
- 0.3.10
- 0.3.9
  - Supporto delle connessioni ADSL PPPoE.
- 0.3.8
  - Semplificazione della configurazione di modem e del server X;
  - supporto dei mouse USB.
- 0.3.7
  - Inserito lo script DSL-HDInstall, adattato da knx-hdinstall della distribuzione Knoppix Linux, che permette l'installazione su disco rigido della distribuzione live.
- 0.3: marzo 2003
- 0.1: febbraio 2003